# Sahanivotry Mandona
Sahanivotry Mandona – gmina na Madagaskarze, w regionie Vakinankaratra, w dystrykcie Antsirabe II. W 2001 roku zamieszkana była przez 10 269 osób. Siedzibę administracyjną stanowi miejscowość Sahanivotry Mandona.